# 현상건

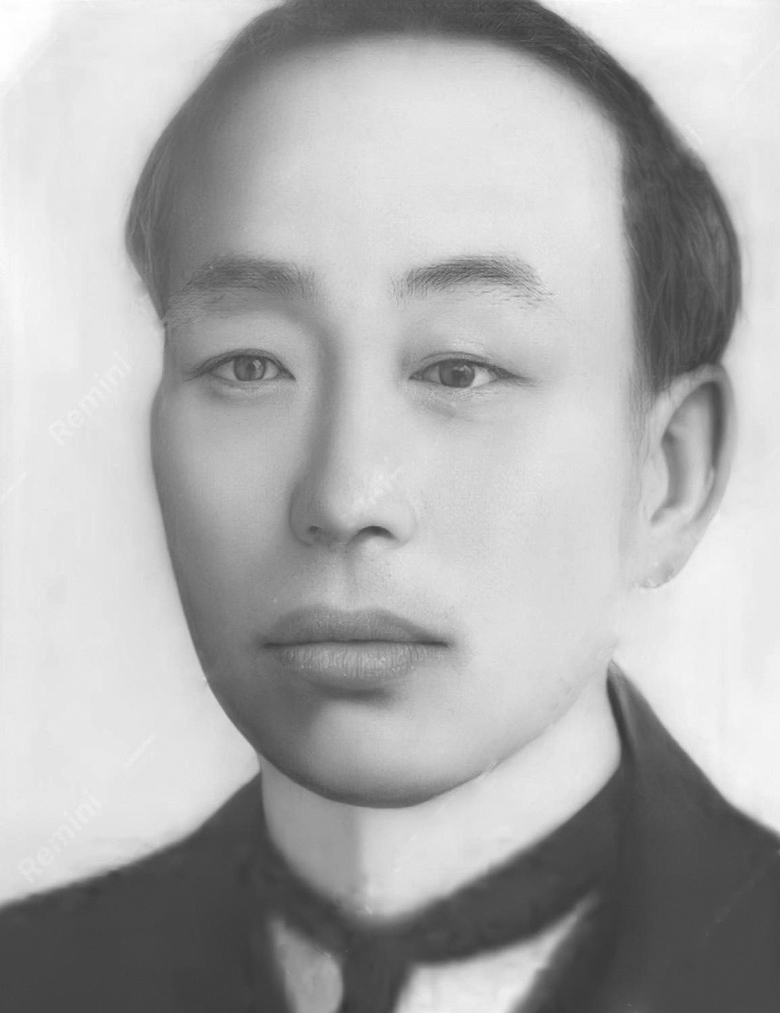
현상건 (상하이 시절)

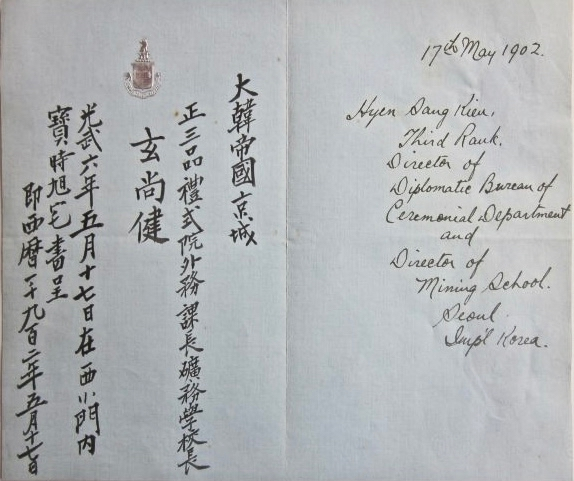
현상건의 1902년 자필 명함. 정3품 예식원 외무과장 겸 광무학교장

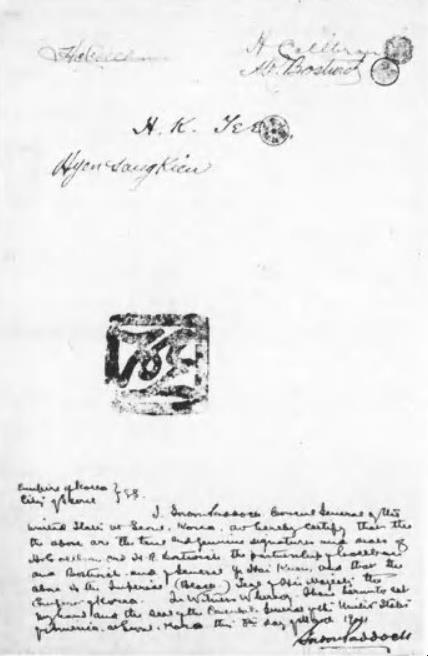
대한제국과 미국 콜브란이 체결한 전등, 전철, 전화사업 합작계약서. 대한제국을 대표한 이학균(H.K.Ye)과 현상건(Hyen Sang Kien)의 영문 서명이 보인다.

현상건(玄尙健, 1875년-1926년; 영어 Hyen Sang Kien, Hyǒn Sangkǒn, 러시아어  Хен Сангон)은 한국의 독립운동가, 통역관, 외교관, 정치인, 사업가이다. 1995년 건국훈장 애국장을 추서받았다.

## 가계 및 출생
현상건은 1875년 2월 15일 한성부(현 서울특별시) 숭일동(崇一洞)에서 부친 현명운(玄明運)과 어머니 풍기 진씨 (豊基 秦氏) 슬하 5남 2녀 중 장남으로 출생하였다.그의 가계는 연주(延州) 현씨 찬성공파(贊成公派)에 속한다. 그는 효령대군의 부마이자 조선 중종 때 도승지 및 형조판서를 지낸 현석규(玄錫圭)의 16대손으로서, 그의 9대조부터는 역과에 급제하여 계속 당상관(정3품이상)을 배출하였다. 그의 9대조 현철상(玄哲詳), 6대조 현태형(玄泰衡), 5대조 현상윤(玄商尹), 고조부 현시석(玄時錫)은 정3품 통정대부(通政大夫)를, 7대조 현덕창(玄德昌)은 정3품 절충장군(折衝將軍), 8대조 현한일(玄漢一) 및 조부 현학주(玄學周)는 정2품 자헌대부(資憲大夫)를, 그리고 증조부 현한민(玄漢敏)은 정2품 정헌대부(正憲大夫)를 각각 제수 받았다. 그의 가문은 조선 중기 이후부터 역관직을 실질적으로 세습하면서 전주 이씨(全州 李氏), 남양 홍씨(南陽 洪氏)와 함께 가장 많은 역관을 배출하였다.
그의 부친인 현명운(玄明運 1845-1902)은 1861년(철종 12년) 식년시 역과 한학(漢學)전공에 장원으로 급제하여 한학 역관으로 활동하였으며 이후 무안현감(務安縣監), 동래 감리(監理)를 거쳐 현재 부산광역시장격인 정3품 동래부윤(東萊府尹)를 역임하였고 재직 도중 순직하였으며, 종2품 가선대부 (嘉善大夫)를 추서받았다. 현명운은 동래부윤 재직 시절에 경부철도 건설을 위한 민관 합작 건설회사를 설립한 바 있다.
현상건은 빙허 현진건(玄鎭健), 독립운동가 현정건(玄鼎健) 형제의 삼종형이며, 초기에는 근왕파에 속하다가 한일합방 이후 친일파로 변절한 뒤 군령부 총장을 지낸 현영운(玄暎運)은 그의 재종백숙부이고, 육당 최남선(崔南善)의 처는 그의 재종이다.

## 성장기
현상건은 부친과는 달리 역관의 길을 선택하지는 않았고, 1888년 14살의 나이로 전보총국 주사(電報總局主事)로 관직의 길에 접어 들었고 6품으로 품계가 승진된 후 그 이후 1898년 외부번역관(外部繙譯官)으로 임명되었다
현상건의 처조카인 역사학자 겸 영문학자 그리고 구인회(九人會) 멤버였던 고려대학교 조용만(趙容萬) 교수의 회고에 따르면, 현상건은 1895년 외국어학교 관제 발표 이후 설립된 관립 한성법어학교(漢城法語學校)에서 에밀 마르텔(Emile Martel)로부터 프랑스어를 배웠다고 한다. 현상건이 종래 자신의 가계에서 전공한 한학이나 왜학이 아니라 프랑스어를 선택한 동기는 정확히 알 수 없지만, 당시 동래 왜관을 관리하며 서양 문물에 자주 접할 수 있었던 부친의 영향 및 조선의 친 프랑스적 기류에 편승했던 것으로 보인다. 당시 조선에서는 1885년 프랑스가 청불전쟁에서 승리한 뒤 청나라의 간섭을 탈피하려면 프랑스와 가까워져야 한다는 의견이 대두되고 있었다. 프랑스도 1890년대 중후반에 이르면 삼국간섭 이래 프랑스 자본의 대한제국 경제 진출을 도모하는 등 적극적인 진출 정책을 전개하고 있었다. 따라서 이러한 국제정세를 반영하여 대한제국 내에서 프랑스어의 중요성이 부각되기 시작하였는데, 이는 1898년(광무 2)부터 1903년(광무 7)까지 한성 법어학교 입학생 수는 영어학교보다도 많았음에서 이러한 인기를 엿볼 수 있다.
따라서 조선의 개항 이후에는 현상건의 가문이 사실상 세습적으로 누리던 역관직보다는 외국어학교를 졸업하고 번역관으로 진출하는 것이 더 유망하게 되었고, 특히 프랑스어의 경우 외교언어로서의 중요성이 큰 반면 프랑스어 번역관은 아주 희소하기에 현상건의 프랑스어 실력은 그의 빠른 출세의 발판이 되었다. 또한 그는 프랑스어 이외에도 러시아어와 영어까지 능통하였다고 알려져 있다.

## 고종의 최측근
그는 1899년 궁내부 고문관 윌리엄 F. 샌즈(William F. Sands)의 통역관이 되었다. 샌즈는 후에 <조선비망록 (Undiplomatic Memories)>을 저술하면서 "나의 통역관 겸 황제와의 주 연결고리는 젊은 귀족인 현상건이었는데, 그는 스마트한 용모에 맵시있는 옷차림을 하고 있었고, 비록 완벽하지는 않았지만 유창한 프랑스어를 구사하였다. 그리고 이러한 그의 호감가는 태도 이외에도, 비록 그가 단 한번도 해외로 여행한 적이 없었음에도 불구하고 그는 내가 말하고 있는 바를 정말로 이해하고 있었으며, 그것이야말로 그가 가진 큰 자산이다. 어떤 외국의 것도 그에게는 낯설지 않게 여겨지는 듯 하였다 ... 그는 야망이 아주 컸으며, 그러한 그의 야망은 후에 그가 (후에 일본과 타협하지 않음으로써) 몰락(undoing)한 이유였다"라고 회술하고 있다.
그는 같은 해 3월 5일 궁내부 물품사장(宮內府物品司長)에 임용되었고, 또한 그해 6월 26일 같은 해 설립된 법규교정소의 위원에 임명되어 대한국 국제(大韓國國制)의 제정위원을 맡아 르 장드르(C.W. Le Gendre) 그리고 브라운(J. McLeavy Brown) 등을 포함한 외국의 의정관들의 법률자문들의 통역도 담당했다.
이러한 그의 외국어 능력과, 그의 집안이 기존의 유학자 등의 수구 세력들로부터 비교적 자유롭다는 점, 그리고 그의 부친의 배경 등으로 인하여 그는 고종의 최측근에서 황제권의 강화와 대한제국의 근대화 작업에 긴밀히 간여하기 시작하였고, 당시 또 다른 고종의 최측근인 이용익(李容翊)을 보좌하여  대한제국 근대화와 외교에 있어서 핵심인물로 부각되기 시작하였다.
현상건은 1899년 7월 17일 궁내부 번역과장(宮內府繙譯課長)으로 부임했고, 그해 9월 17일 정3품으로 승진하였으며, 11월 5일 시종원 분시종(侍從院分侍從)에 임명되었다. 이후 번역과가 폐지되고 예식원이 새로 도입된 뒤에도 1900년 10월 29일 예식원 외무과장(禮式院外務課長)에 임명되었고, 그해 11월 18일 육군 참위(陸軍參尉)에 임명되었다. 또한 1902년 6월 13일 예식원(禮式院) 외무과장(外務課長) 및 번역과장(繙譯課長), 6월 20일 칭경시 예식사무위원(稱慶時禮式事務委員), 6월 30일 임시위생원 위원(臨時衛生院委員) 등에 임명되어 활동했는데, 그의 당시 나이에 비하여 고속 출세를 한 셈이다.
동시에 그는 궁내부의 시종무관으로서 외교문제 등에 있어서 고종을 가장 가까운 거리에서 보좌하면서, 고종이 외국인을 면담 시 필요한 통역이나 각종 외교문서의 번역 등을 관장했다. 또한 고종이 열강을 상대로 비밀 외교를 본격화할 때, 그는 유창한 언어 능력을 갖추고 있어서 자연히 밀사로 활용되었다.

## 대한제국 근대화에의 기여
이러한 고종의 절대적인 신임에 힘입어, 현상건은 고종이 추진하던 근대화 작업에 주역으로 활동하기 시작하였다. 그는 광무학교(礦務學校), 광학국(礦學局), 박문원(博文院) 등 고종이 추진하는 식산흥업정책(殖産興業政策)에 기반하여 설립된 기구들에 관여하여 영향력을 행사했다. 이러한 배경에는 그가 법어학교에서 배운 근대 서양 문물에 대한 지식이 크게 도움이 되었을 것으로 생각된다.
그는 1900년 10월 8일 초대 광무학교장(礦務學校長)에 임명되었고, 이어  1900년 고종의 명으로 당시 한성 부윤이었던 이채연(李采淵)과 함께 한성전기회사(漢城電氣會社)을 설립하고 이 회사의 부사장을 겸임하여 최초로 근대 전력사업을 전개하였다. 동시에 그는 최초의 전철을 운영하던 한성전기철도회사의 초대 부사장도 겸임하였다. 1901년에는 최초의 근대 해운회사인 인천 통운사(通運社)의 사장을 맡아 일본인이 한강 수운에 사용하고 있던 증기선 스미노 에마루(住の江丸)을 구매하여 주장호(注江號)로 개명한 후, 인천-강화 월곶-황해도 해주 용당포-송도 당호 간을 격일 운항하였다. 당시 통운사의 설립 및 주강호의 향후 운영 계획 등을 보도한 <황성신문>은 현상건이 구상하였던 통운사의 장기계획을 기록하고 있는데, 그 계획에는 향후 경영성과에 따라 기선을 추가로 구입하여 운행 항로를 확장하는 것도 포함되어 있었다. 그리고 1902년 8월 7일 대한제국 황실이 직접 광산을 경영하려고 설립된 농상공부 산하 광학국(礦學局)의 초대 광학국장(礦學局長)으로 임명되었는데 특히 금광의 운영을 관할하면서 황실의 재원확충에 힘썼다. 또한 1902년 12월 26일 광학국장으로서 박문원(博文院) 부장(副長)을 겸임하게 되었는데, 그는 근대화를 위한 시금석으로 황실 도서관의 건립을 추진하여왔다. 그는 법제관련 도서발간에도 관심이 컸는데, 1901년 광문사(廣文社)에서 최초로 인쇄하여 세상에 알린 정약용(丁若鏞)의 흠흠신서(欽欽新書)의 발문을 쓰기도 하였다.
또한 그는 군사제도의 근대화에도 기여하였다. 그는 1902년 육군 보병 부위(陸軍步兵副尉)에 임명되어 동년 9월 15일 원수부에 속한 기록국(記錄局)의 국원을 맡아 군사에 관한 조칙과 주요 문서, 서적 및 기록을 관리하였다. 1903년 5월 10일 육군 보병 정위(陸軍步兵正尉), 그리고 그 이후 육군 보병 참령(陸軍步兵參領)으로 승진하였다.
그는 고종의 뜻에 따라 궁내부 위상강화에 있어서 이용익을 보좌하여 근왕세력의 핵심으로 등장하였다.

## 대한제국 중립선언의 주역
현상건은 러시아와 일본의 대립이 심화될 무렵 고종의 뜻에 따라 대한제국의 중립국 선언을 추진했다. 그는 대한제국의 중립화안을 마련한 후, 주한 프랑스 공사 플랑시에게 이를 제시했고, 그로부터 이에 대해 우호적인 협력의사를 얻어내었다. 이에 고종은 프랑스가 대한제국을 보호해줄 것이라고 여기고 현상건, 이용익 등에게 프랑스와의 두터운 관계 수립을 추진할 것을 지시했다.
러일전쟁이 임박하자, 고종은 대한제국의 중립을 인정받기 위해 현상건을 유럽에 밀사로 파견했다. 그는 1903년 8월 프랑스에 도착하였고, 당시 주 프랑스공사 민영찬(閔泳瓚)과 대동하여 프랑스의 외무대신이었던 델카세(Théophile Delcassé)를 면담하여, 외무대신의 친서를 받을 수 있었고, 그 친서를 지참하여 10월 하순경 파리를 떠나 네덜란드로 향하였다. 원래의 계획은 대한제국의 영세중립을 제의하기 위하여 만국평화회의, 헤이그 상설국제재판소를 방문하는 것이었다. 하지만 평화회의는 개최되지 못하였고, 헤이그 재판소는 휴정중이었기에 성과를 거두지 못했다.
현상건은  네덜란드를 성과가 없이 떠나, 동년 11월 14에 러시아의 수도 상트페테르부르크에 도착하여 주러시아 공사 이범진(李範晋)과 함께 중립문제를 상의하였다, 이후 러시아 짜르 니콜라이 2세를 직접 알현한 후, 고종의 친서를 전달하였고 짜르로부터 훈장을 수여 받았다. 그 이후 베베르(Karl Ivanovich Weber)와도 만나서 고종의 밀서를 전달하였다. 러시아 방문 후 시베리아 횡단 열차를 타고 뤼순으로 향하여 러시아의 극동지역 총독이었던 알렉세예프(Evgenil Ivanovich Alekseev)와 협의하여, 유사시 러시아 병사 2,000명을 서울로 파견하여 일본으로부터 궁성을 보호해 줄 것을 알렉세예프로부터 확약받았다. 그는 1904년 1월 뤼순에서 러시아 군함 바리야크(Varyag) 호를 타고 귀국했다. 이러한 현상건의 행보는 일본 밀정을 통하여 시시각각 일본외무성으로 보고되었고 그 기밀자료는 현재 일본 외무성에서 공개된 상태인데, 이에서 일본이 현상건의 행보에 극도로 긴장하였음을 엿볼 수 있다.
귀국 직후인 1904년 1월 21일, 고종은 전시국외중립을 선언했다. 전시국외중립선언은 러·일간에 전쟁이 발발시 대한제국은 엄정 중립을 유지하겠다는 선언이었다. 이는 그간 대한제국이 추진해온, 열강들의 공동보증을 통한 중립국화와는 차이가 있는 것으로서, 러·일 양국간 전쟁이 발발하는 경우에 한해서 잠정적으로 중립을 추진하는 것으로, 이는 한반도가 러일간의 직접적인 전쟁터가 되는 것을 막기 위한 임시방편이었다.ﾠ
일본공사관이 밀정을 통하여 조사한 바에 따르면, 이러한 중립 선언의 주동자들은 이용익을 주동으로 현상건 외에도 강석호(姜錫鎬)·이학균(李學均)·이인영(李寅榮) 등이 있었다. ‘중립파’로 불린 이들은 일본과 러시아 사이의 균형 외교를 지향하였고, 유사시 일본의 침략에 대하여 러시아를 이용하려고 하였다. 즉 일본의 야욕을 견제함과 동시에 반면 러시아와의 동맹 체결 역시 유보적이었는데 직접적인 러시아와의 동맹은 일본을 자극할 위험이 있다는 점을 간파하였기 때문이다. 현상건의 처조카인 역사학자 조용만교수의 회고에 따르자면 그들은 일본 밀정의 눈을 피하여 서울 널다리골 판교초당(板橋草堂)(종로3가 부근)에 위치한 현상건의 처가이며 조용만 교수의 본가에 모여서 밀회를 하였고, 밀정의 눈에 쉽게 띄어 참석할 수 없었던 이용익에 결과를 보고하여 고종의 재가를 얻었다고 한다.
이러한 과정을 통하여 현상건은 이용익과 함께 중립화 논의를 이끌었고, 선언 준비작업을 주도했다. 그는 비밀리에 벨기에 고문, 프랑스어 및 독일어 학교 외국인 교사들과의 인적관계를 활용해 전시국외중립선언문을 준비하였고, 주한 프랑스공사관에 근무하던 퐁트네(Vicomte de Fontenay)가 번역을 하도록 의뢰하였다. 그는 이러한 중립선언의 발표는 국내에서는 힘들다고 판단하여 1904년 1월 21일 프랑스 공사관의 협조를 구하여 중국 산동반도의 항구도시 옌타이(煙台)에 위치한 즈푸(芝罘)에서 전격적으로 전시국외중립선언을 발표하게 되었던 것이었다.:14
그러나 중립선언에 대한 열강의 반응은 냉담했다. 영국, 이탈리아, 독일, 프랑스, 덴마크, 청나라 공사들로부터는 중립선언문을 받았다는 회신만을 보내왔을 뿐, 어떠한 공식적 지지는 표명하지 않은 것이다. 특히 대한제국의 중립에 대한 보증으로 가장 핵심인 일본, 러시아, 그리고 미국으로부터는 어떠한 회답이나 승인은 없었다. 그럼에도 불구하고 현상건은 러일전쟁에서 승리한 일본이 대한제국과 공수동맹(攻守同盟)을 체결할 것을 권유한 것에 대하여서는 끝까지 반대했다.
하지만 1904년 2월 23일 대한제국과 일본간의 동맹을 위한 한일의정서가 체결되면서 대한제국의 중립선언은 결국 좌절된 꿈으로 끝나고 말았다. 당연히 일본은 이때 의정서 체결에 반대했던 고종 측근 근왕세력들을 1차 제거대상으로 간주하였다. 따라서 이용익은 일본으로 납치되었던 한편, 현상건은 군기밀 누설죄 혐의로 일본에 의한 수배대상이 되었다. 일본의 체포를 피하고자 현상건은 앙투아네트 손탁(Sontag)과의 친분을 이용하여 손탁이 운영하던 정동의 손탁호텔에 임시로 은닉하였고, 고종의 하명 하에 이후 같은 중립파인 육군 참장 이학균과 함께 미국 군함 신시내티호에 비밀리에 승선하여 중국 상하이로 탈출하여 후일을 도모하면서 고종의 지령을 상하이에서 실행하게 되었다.

## 상하이에서의 망명 중 활동
현상건은 상하이로 망명한 후에도 고종이 퇴위하기 직전까지 황실로부터 월급을 받았다. 또한 황실이 직접 투자한 관영기업인 용동회사(龍東;Rondon)에 고용되어 매달 월급을 받았다. 그는 용동이 경영하는 대풍양행(大豊洋行)이 천진에 있는 대한제국 영사관 부지를 구매하여 을사조약 체결 후 그 부지의 소유권이 일본으로 귀속되는 것을 저지했다.
한편 그는 상하이에서 활동 중이던 러시아 정보국의 수장 파블로프 및 상하이 주재 러시아 상무관 고이에르 (L. V. von Goyer)와 접촉하여 러시아와 고종 간의 비밀회신을 담당했다. 또한 현상건은 러시아 정보망을 한반도 북부에 구축하는 작업을 주도하여 한인 정보요원들과 블라디보스토크의 러시아 군사령부를 매개하였다. 고이에르는 그를 “고종황제의 시종무관으로 알려진 그는 지적이고 유창한 외국어 실력과 풍부한 경험을 지닌 신뢰할 만한 사람”이라고 평가하였다.
또한 당시 홍콩에 보관되어 있던 프랑스제 소총과 대검 각 5만정의 대한제국의 무기들을 무장 봉기를 위하여 연해주로 이송하려 하였으나 러시아의 반대로 무산되기도 하였다.
현상건은 고종의 하명하에  을사조약 체결 이전 바로 9일전인 1905년 11월 8일 작성된 고종의 친서를 러시아 황제에게  전달하여 을사조약 체결의 무효와 주권회복을 도와달라고 부탁하였다. 그 편지에서는 "짐이 전적으로 신임하는 신하 현상건에게 편지와 함께 지시를 내려 보냅니다. 그가 폐하께 짐의 계획을 말씀드릴 것이니, 검토해 주시기를 간청합니다."라고 말하면서, 그 내용을 편지에 수록하지는 않고 현상건이 러시아 황제에게 구두로 전달하는 형식을 취하였다. 이에 러시아는 1905년 12월 참모대위 로쏘프(Rossov)를 파견하여 고종을 비밀리에 알현하게 하는 등 여전히 대한제국의 후원자를 자청하였다.
그는 또한 고종의 러시아 망명을 추진하기도 하였는데, 고종이 해외망명정부 수립을 구상과 관련하여 현상건은 러시아의 상하이 정보국과 긴밀히 연락하여 협조를 구하였다.
또한 그는 고종의 신임을 한몸에 받고 있었기에 고종의 해외 비자금을 관리하는 역할을 하였다고 알려져 있다. 고종의 비자금 중 약 30만엔이 현상건 명의로 로청(露淸)은행에 예치되어있었다고도 한다.
또한 현상건은 상하이에서 한국의 사정을 전 세계에 알리고자 애썼다. 현상건은 구미열강에 사절단을 파견하여 일본의 위협과 고종황제의 의지를 알릴 것을 주장하여 1905년 2월, 고종은 국서 5통을 작성하여 그것을 상하이로 반출하려 시도하였다. 이것이 소위 고종의 국서 반출 사건이다. 을사조약 체결 이후에도 이러한 고종과 현상건의 노력은 지속되었는데, 현상건은 이학균 등과 함께 영국의 <트리뷴>지에서 파견한 종군 기자인 더글라스 스토리와 면담하여 일본의 침략상과 이에 반대하는 고종의 의지를 세계 언론에 알릴 것을 부탁하였다. 이는 트리뷴지의 스토리 기자가 한국의 현실에 대한 파악을 시작한 계기가 되었으며, 그는 현상건의 주선으로 고종을 직접 알현할 수 있었다. 고종은 스토리 기자와 면담한 자리에서 일본의 침략의도와, 을사조약에 반대하는 자신의 강경한 입장을 천명하였고, 이에 국서를 작성하여 전 세계에 알릴 것을 부탁하였다. 결국 이 국서의 내용은 스토리 기자에 의하여 외신을 통해 전 세계에 보도되었다. 이는 대외적으로 열강의 공동 보호를 요청한 고종의 첫 공식문서로서의 의미를 가진다.
1907년경, 현상건은 상하이에서 대동보국회(大同保國會)를 조직해 상하이에 거주하는 한인들의 일본제품 불매운동을 장려하였고, 독립을 위하여서는 교육과 학문에 정진할 것을 강조하였다. 또한 그를 위하여 미국과의 관계 및 지원도 중시하였다. 이 단체는 대동보국학교(大同保國學校)라는 교육기관을 세워 상하이에 온 한국인들을 교육시켰다. 현상건은 대동보국회의 초대 회장을 지냈고, 대동보국회를 통하여 대한제국의 국권 회복운동을 위한 의연금 모집을 하였다.
또한 1907년 허위 (1854년)(許蔿)가 의병을 일으켰을 때 군자금을 지원했으며, 1909년경 상트페테르부르크에 있는 이범진(李範晉), 연해주의 이상설(李相卨), 전명운(田明雲), 만주의 유인석(柳麟錫) 등과 함께 만국평화회의 밀사파견운동을 전개하여 한국이 자주독립 국가임과 일제의 만행을 세계만방에 널리 알리고자 노력하였다.
1909년 10월 하얼빈역에서 안중근이 이토 히로부미를 암살하였을 때 현상건은 안중근의 변호 비용 1만원을 모금해 영국 변호사에 변호를 의뢰하였다. 안중근의 거사의 배후에는 고종이 있었고, 고종은 현상건을 통하여 지령을 하였던 것으로 알려져 있다.
1910년 6월 현상건은 서북학회(西北學會)의 추정(秋汀) 이갑(李甲)과 함께 상하이 주재 러시아 상무관 겸 극동정보국장이었던 고이에르를 방문하여 고종의 러시아 블라디보스톡 망명을 타진하였으나, 대일 관계를 고려한 러시아가 이를 거절함으로써 고종의 망명은 좌절되었다.

## 말년
현상건은 상하이에서 대표적인 항일 투사로 존경받았고, 1919년 13도 대표가 소집한 국민대회에서 한성정부 조직시 신채호(申采浩), 박은식(朴殷植), 조성환(曺成煥) 등과 함께  평정관(評定官) 13인에 선임되었고 대한민국 임시정부로부터 경기도 개성군 조사원으로 임명되기도 했다.
하지만 근왕파로서 고종에게 충성하던 그와 상하이 임시정부의 공화파 및 이승만 등과의 갈등은 당연히 존재할 수밖에 없었다. 그러한 갈등으로 인하여 현상건은 상하이의 인사들과는 점차 멀리하였던 것으로 보인다. 특히 현상건은 고종 생존시에 고종과 수시로 연락을 취하고 있으면서 지속적으로 고종의 상하이 망명을 추진하였었는데, 반면 상하이의 임시정부와 미주의 공화파 세력들은 자신들의 권력을 유지하기 위하여, 그리고 특히 고종의 해외 자산의 유용(流用)에 대한 책임문제가 고종이 상하이에 망명하는 경우 드러날 것을 우려하여  고종의 망명에 대하여 강한 적대적 입장이었다고 한다. 결국 고종황제가 상하이 망명 계획을 실행하기 바로 전 독살되자, 현상건 등의 근왕 친위세력은 그 존재의 근거를 상실하게 되었고, 따라서 그들은 공화파와 이승만파가 갈등과 분열을 조장하며 지배하였던, 계몽군주제와 조선 황실을 부정하였던 상하이 임시정부와는 등을 돌릴 수밖에 없었다.
따라서 현상건을 감시하고 있던 일본밀정의 일본 외무성 보고에 따르면 고종 황제가 의문의 죽음을 당한 이후에는 현상건과 상하이 임시정부와는 접촉은 끊이게 되었으며, 그는 상하이의 불란서 회사의 사장 겸 자신의 사업만을 하고 있었다고 하며, 사업이 융성하여 어느 정도는 재산을 축적하였다고도 전해진다. 그러던 중 1926년 5월 22일 상하이에서 병고로 사망하였다고만 전해지는데, 그 정확한 이유는 밝혀지지 않았다. 또한 그와 함께 망명하였던 이학균은 아편중독이 심하였고, 현상건 사망의 훨씬 이전에 사망하였다고 전해진다. 현상건은 서화 등을 수집하였는데, 딸인 현채미에 의하여 일부는 상하이 시립 박물관에 기증되고 남은 일부는 상하이 한국 영사관에 기증되었다고 한다.
대한민국 정부는 1995년 현상건에게 건국훈장 애국장을 추서했다.

## 직계 자손
현상건은 부사(府使)를 역임한 임천조씨(林川趙) 조환(趙煥)의 딸 조숙경(趙淑卿)과 결혼하였으며, 슬하에 2남1녀가 있었다. 현상건의 직계 자손으로는 제7대 국회의원을 지낸 고(故) 현정주(玄正柱), 상하이탄 시대 당대의 유명한 경극 예술가인 메이란팡(梅蘭芳), 문인 쉬즈모(徐志摩)등과 교우하며, 당대 최고의 동양 수목화 작가인 장대천(張大千)의 제자인 진종주(陳從周)으로부터 장대천의 동양화 화법을 전수받은 저명한 중국의 동양화가이자, 상하이 농공당(農工黨)의 위원이었던 현채미(玄采薇) 등이 있으며, 손자로는 서울대학교 공과대학 에너지자원공학과 명예교수이자, 한국지구물리탐사학회 명예회장 및 한국과학기술한림원 회원인 현병구(玄炳九) 등이 있다.

## 여담
현상건은 듀이문의 대체 역사소설 ‘간도진위대’에 주요 등장인물로 나온다.
EBS 교육방송은 <EBS 다큐프라임 - 특별기획 잊혀진나라 13년 2부 제국의 전쟁 (2010-08-17)>에서  고종의 중립외교와 현상건이 프랑스와 러시아에 황제의 밀사로 파견된 경로를 추적하였다 (Youtube 비디오 링크  ).

## 참고 문헌
고종(高宗), Traduction de la lettre de la Majesté l'Empereur de Coreé à la Majesté l'Empereur de Russie (한국 황제 폐하가 제정러시아 황제 폐하에게 보내는 편지 번역문), 제정러시아 대외정책문서보관소 보관. 보관번호 АВПРИ,ф.150,оп.493,д.143,лл.14-14об , 1905.
김양수, 조선후기의 역관 신분에 관한 연구, 연세대 박사학위논문, 1988
김창석, 동방명주를 빛낸 사람들, 연변인민출판사, 2009
박희호, 대한제국의 전시국외중립선언 시말, 국사관논총 제 60호, 1994
백옥경, 대한제국기 번역관 현상건의 활동, 역사와 실학 57, 2015
조용만, 경성야화(京城野話), 도서출판 창, 1992
오진석, 한국근대 전력산업의 발전과 경성전기(주), 연세대학교 박사학위논문, 2006
최덕규, 고종황제의 독립운동과 러시아 상하이 정보국(1904~1909), 한국민족운동사연구 81, 2014
현광호, 1903~1904년 대한제국의 대러시아 대응론과 정책의 추이, 동양학, 2007
연주현씨 팔수대동보 (延州玄氏八修大同譜)
EBS 교육방송, EBS 다큐프라임 - 특별기획 잊혀진나라 13년 2부 제국의 전쟁 (2010-08-17)
Park, Bella, ‘Russia’s Policy Towards Korea during the Russo-Japanese War,‘ International Journal of Korean History (Vol.7, Feb.2005), 2005
Patterson,  Wayne, 'William Franklin Sands in Late Choson Korea: At the Deathbed of Empire, 1896–1904,' Lexington Books, 2021
Sands, William F. Undiplomatic Memories - The Far East, 1896-1904, Whittlessy House, 1930. 번역본: 조선비망록, W.F. 샌즈 지음, 신복룡 옮김, 집문당 1999.